# Liz Wahl
Liz Wahl (ur. 27 maja 1985 w Subic Bay) – amerykańska dziennikarka. W latach 2011–2014 pracowała w finansowanej przez rząd rosyjski stacji telewizyjnej RT. Opuściła stację po tym, jak podczas transmisji na żywo skrytykowała RT za posłuszeństwo wobec rosyjskiego rządu i złożyła rezygnację. Od 2015 pracuje w stacji telewizyjnej Newsy.